# Ata-Malik Džuvejni
Ata-Malik Džuvejni (perzijsko عطاملک جوینی) s polnim imenom Ala al-Din Ata-ulah علاءالدین عطاءالله) je bil perzijski zgodovinar, ki je napisal knjigo o Mongolskem cesarstvu z naslovom Tarīkh-i Jahān-gushā (Zgodovina osvajalca sveta), * 1226, Azadvar, Veliki Horasan, † 5. marec 1283, Azerbajdžan.

## Zgodnje življenje
Rojen je bil v Džuvejnu, mestu v Horasanu v vzhodni Perziji. Stari oče in oče Baha al-Din  sta bila sahib-divana, ministra za finance Dželala ad-Din Manguberdija oziroma Ogedej kana. Baha al-Din je bil okoli leta 1246 tudi namestnik svojga neposrednega nadrejenega emirja Arguna, katerega naloga je bila nadzirati veliko ozemlje, vključno s Kraljevino Gruzijo.

## Kariera
Ata-Malik je postal pomemben državni uradnik, tako kot njegova prednika. Dvakrat je obiskal mongolsko prestolnico Karakorum in na enem od obiskov leta 1252 ali 1253 začel pisati zgodovino mongolskih osvajanj. Z ilkanom Hulegujem je bil na vojnem pohodu leta 1256 in bil po zavzetju Alamuta zadolžen za reševanje dela njegove slavne knjižnice. Huleguja je spremljal tudi med obleganjem Bagdada leta 1258 in bil naslednje leto imenovan za guvernerja Bagdada, Spodnje Mezopotamije in Huzestana. Okoli leta 1282 je prisostvoval na mongolskem kurultaju (skupščina) na pašnikih Ala-Tak severno od Vanskega jezera v severovzhodni Anatoliji. Naslednje leto je v Muganu li Arranu v Azerbajdžanu umrl.

## Delo in zapuščina
Džuvejni je bil spreten vodja, vendar je imel tudi vplivne sorodnike. Žena Hošak je bila hči Avaga Mhargrdzelija, visokega konstabla Gruzije, in Gvance, plemkinje, ki je kasneje postala kraljica Gruzije. Brat je bil vplivni Šams al-Din Mohamed Sahib-Divan, ki je pod Hulegujem in Abaka kanom služboval kot minister za finance. 
Džuvejnijev položaj na dvoru in družinske zveze so mu omogočile dostop do podatkov, ki za druge zgodovinarje niso bili dostopni. Njegova zgodovina Tarīkh-i Jahān-gushā se iz neznanih vzrokov konča z letom 1260, se pravi več kot dvajset let pred njegovo smrtjo.
Standardna izdaja Džuvejnijeve zgodovine je bila objavljena pod naslovom Tarīkh-i Jahān-gushā v Leidenu in Londonu (1912-1937). Leta 1997 je bil objavljen nov angleški prevod Johna Andrewa Boyla z naslovom The History of the World Conqueror (Zgodovina osvajalca sveta).